# 창곡중학교
창곡중학교(倉谷中學校)는 경기도 성남시 수정구 산성동에 있었던 공립 중학교이다.

## 학교 연혁
- 1979년 1월 31일 : 창곡중학교 설립 인가(21학급)
- 1979년 3월 1일 : 초대 현원명 교장 취임
- 1979년 3월 2일 : 개교 및 입학식(7학급 465명)
- 1980년 3월 1일 : 하키부 창단
- 1985년 3월 20일 : 창곡 체육관 준공
- 1991년 5월 5일 : 유도부 창단
- 1993년 11월 28일 : 유도부 합숙소 준공
- 2005년 12월 30일 : 창곡 체육관 증축
- 2009년 9월 1일 : 특수학급 설치
- 2014년 3월 1일 : 제14대 배혜숙 교장 취임
- 2016년 2월 4일 : 제35회 졸업식(졸업생 100명)
- 2016년 3월 1일 : 입학식(2학급 59명)
- 2017년 3월 1일 : 창곡여자중학교 및 영성여자중학교와의 통폐합 및 창성중학교(남여공학) 개교[2], 38년만에 폐업

## 참고 자료
- 창곡중학교 - 한국교육학술정보원 학교알리미